# 小行星12742
小行星12742（12742 Delisle）是一颗绕太阳运转的小行星，为主小行星带小行星。该小行星于1992年7月26日发现。

## 轨道参数
小行星12742的轨道半长轴为3.1087883 UA，离心率为0.228。